# Publicación periódica

Portada del volumen 7 (número 4), abril de 2009, de PLoS Biology.

Una publicación periódica es un título de prensa que aparece con regularidad.
Estos por lo general están impresos sobre papel y ofrecen información sobre muchas cosas. Desde hace unos años existen periódicos electrónicos (periódicos digitales), que pueden ser accedidos y consultados en Internet, o en soporte PDA, o sobre un lector de documentos electrónicos, y por extensión del concepto, todos ellos también pueden ser considerados como publicación periódica.
El concepto también engloba a lo que se llaman cotidianos o diarios, o sea a las publicaciones periódicas con periodicidad diaria.
El periódico es un medio de comunicación, pero también una organización que sintetiza, a través de un trabajo de redacción y edición, informaciones de todo tipo que generan agencias de prensa, periodistas, y otras fuentes de información.
El concepto prensa escrita se refiere a publicaciones impresas que se diferencian en función de su periodicidad. Esta periodicidad puede ser diaria (como ya se dijo), pero también puede ser anual (anuario), mensual (caso de muchas revistas especializadas en determinada temática), o semanal (semanario o revista), etc.
Este tipo de publicaciones de aparición recurrente en el tiempo, existe casi desde la aparición de la imprenta, constituyéndose en el primer medio de comunicación de masas, y la vía de afirmación del periodismo.
La información es la función más destacada de este tipo de publicaciones; la prensa periódica posee, como todo medio de comunicación, las funciones de informar, persuadir, promover, formar opinión, educar, y entretener (habitualmente resumidas en la tríada informar, formar, y entretener). Pero en muchos casos las publicaciones mensuales y anuales también están especializadas en un campo o área determinada.

## Historia

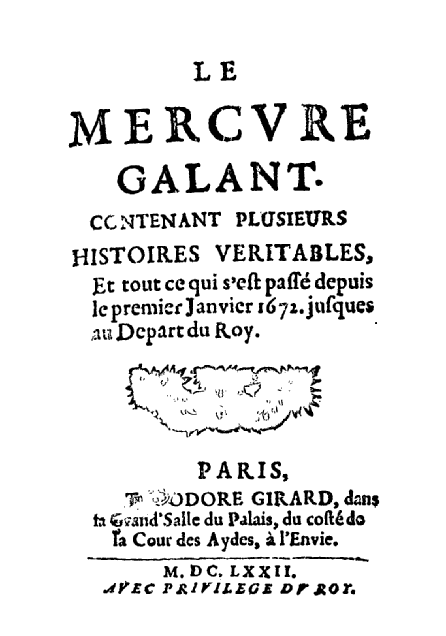

La historia se remonta tiempo atrás, con publicaciones en forma de almanaques, editados por años, y que nos proporcionan actualmente datos muy útiles, por ejemplo sobre el clima, las comunicaciones, las innovaciones, la población, y otros tópicos informativos, junto a prosa literaria y poemas de breve extensión. La finalidad de estos documentos, era la de informar a los lectores, y también entretenerles.
En el transcurso del siglo XVIII surgieron semanarios, que incluían tópicos de modas y costumbres, acompañadas de crítica social y moral. 
Las primeras revistas reunían una gran variedad de materiales, para así cubrir una amplia gama de intereses particulares.
Una de las publicaciones pioneras fue Erbauliche Monaths-Unterredungen (Discusiones Mensuales Edificantes), que apareció entre los años 1663 y 1668.
Pronto surgieron otras revistas en Francia, Inglaterra e Italia; y para la siguiente década de los años 1670, vieron la luz algunas más, ligeras y divertidas, y entre ellas corresponde mencionar a Le Mercure Galant (surgida en 1672), que más tarde se llamó Mercure de France.
A comienzos del siglo XVIII, Joseph Addison y Richard Steele crearon The Tatler (1709-1711), la cual se publicaba tres veces por semana; la Enciclopedia Británica la definió como "una colección de textos (ensayos, artículos, reportajes, poemas), profusamente ilustrada, y que se difunde a intervalos regulares". 
Durante el siglo XX, la publicación de revistas se fue consolidando como actividad altamente rentable en todo el planeta.
Debido a la gran expansión de la televisión y de los medios audiovisuales, sumado al aumento del costo del papel, muchas revistas dejaron de editarse a partir de los años 1960 y 1970.
Probablemente, el país que edita más revistas en la actualidad sea el Japón, "donde existen varios millares de diferentes títulos", junto con Estados Unidos de América, otro país líder en la materia.
Es importante señalar que, si bien diarios y revistas tuvieron un surgimiento similar en el tiempo, estas últimas se destacan por estar más particularmente orientadas a una clase intelectual y letrada, que pretendía se pusiera énfasis en asuntos especiales o culturales.
Hoy en día, las revistas son uno de los medios escritos más vendidos y leídos.

## Publicaciones periódicas
Una publicación periódica (en color o en blanco y negro) se compone de una variedad de artículos sobre temáticas varias o sobre algún tema específico. Generalmente es producida y editada por una editorial, y su periodicidad puede ser, semanal, bisemanal, quincenal, mensual, etc. 
Muchos periódicos incorporan, una o varias veces por semana, secciones con formato de revista, o las incluyen en sus tiradas como suplementos.

## Revistas

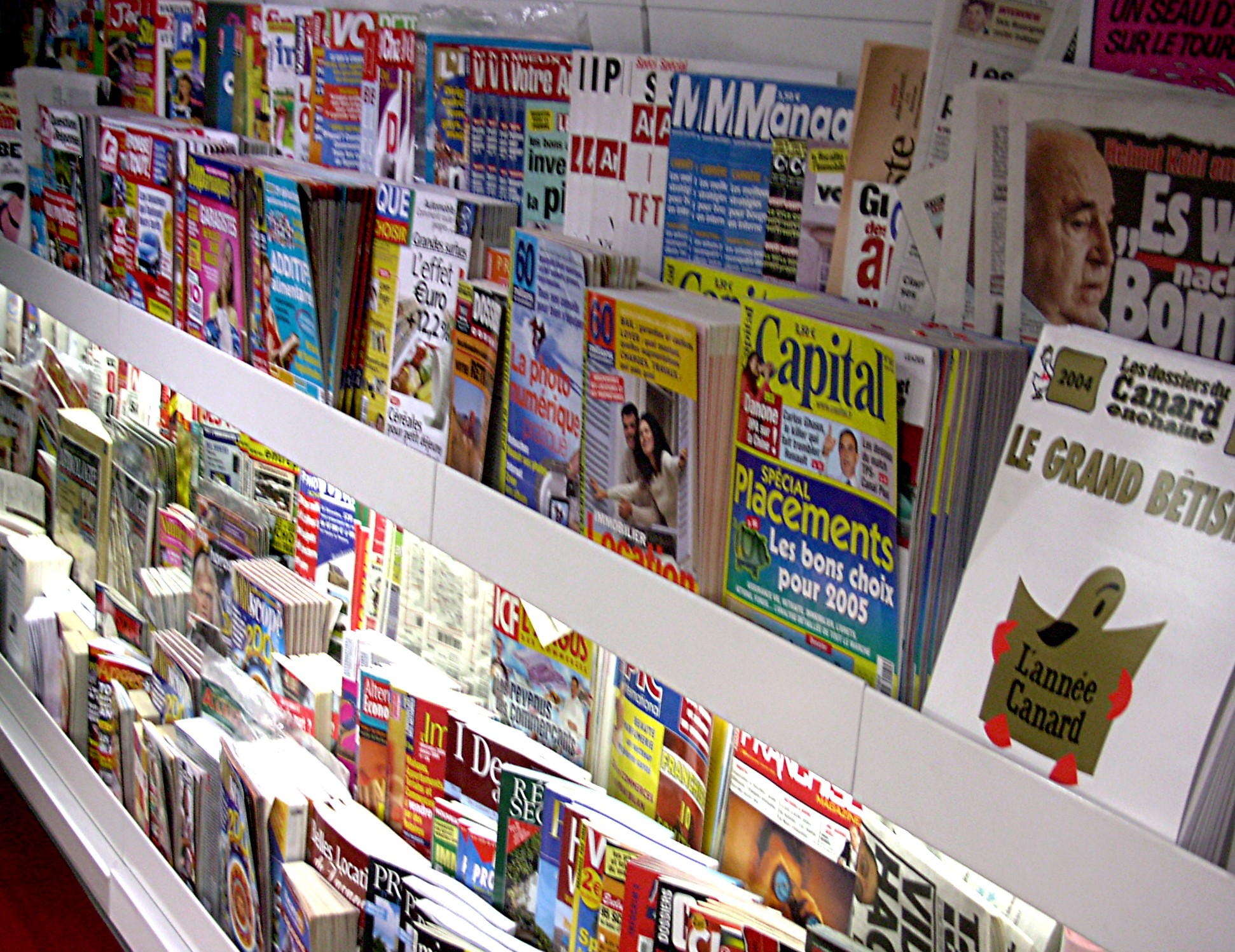
Revistas

En la actualidad, existen muchas diferentes clases de revistas, desde infantiles hasta con materiales eróticos, y también cristianas, para jóvenes, para señoras, especializadas en cocina o en modas, etc. 

### Revistas de interés general
Contienen temáticas varias. Hay revistas con algún tópico prioritario, como ser computación, deporte, música, cultura, política, etc. 
Mientras que la mayor parte de las revistas no varían sus ediciones dependiendo de los países o de las ciudades donde se distribuyen, hay otras que tienen "ediciones regionales", por ejemplo, la revista Maxim en Estados Unidos no tiene iguales contenidos que la que se edita con el mismo título en Gran Bretaña. 
Hay revistas que son totalmente gratuitas para el lector, ya que son totalmente financiadas por la publicidad, aunque por lo general, las ediciones se financian en parte por el producido de las ventas de ejemplares.

### Revistas para clientes
Otro tipo de publicaciones son conocidas como revistas para clientes, que son similares en formato y estilo a las revistas de consumo, pero publicadas por organizaciones tales como clubes sociales y deportivos, líneas aéreas, fundaciones, asociaciones, etc. Normalmente, estas ediciones están a cargo de periodistas o comunicadores, que en muchos casos en tiempo extra aportan su saber a estos emprendimientos.

### Revistas económicas
Las revistas económicas, son, como lo dice el propio nombre, aquellas que no cuestan mucho dinero, y están dirigidas generalmente a personas de bajos recursos, y a personas relacionadas con la economía informal, y con las ventas económicas.
Muchas revistas de este tipo son distribuidas exclusivamente o predominantemente por suscripción. Ésta puede ser libre (cualquier persona puede suscribirse) o restrictiva (la suscripción se concreta para los lectores que determine el director de la publicación o la editorial). Este modelo de distribución también es conocido como de circulación controlada.
En los últimos años, y junto con la prensa de distribución gratuita, surgieron en Galicia varios tipos de revistas también gratuitas; en especial, se destacan aquellas relacionadas con la cultura y con los entretenimientos. Guías de comercios, restaurantes, tiendas de moda, centros de estética, barberías, que además de información sobre estos comercios incluyen también contenidos culturales, e información general sobre teatro, cine, exposiciones, música. Con mayor calidad que la prensa gratuita, estas revistas generalmente se centran en sitios más específicos.

### Las revistas enInternet
Con total evidencia, las ediciones digitales de diarios y de revistas se han popularizado en los últimos años.
En muchos casos, este tipo de ediciones son réplicas de ediciones publicadas en papel, aunque también van creciendo las ediciones que desde el inicio son digitales, o que continúan en forma digital una vez que se da fin a las ediciones impresas.
La tecnología permite que estas ediciones tengan una presentación muy atractiva, con múltiples funciones que ayudan a tener una mayor interacción con los lectores.

## Periodicidad
Términos más precisos designan los diferentes tipos de periódicos :
- un diario o un cotidiano, aparece todos los días o casi todos los días (por ejemplo, algunos no aparecen los domingos, otros no aparecen en dos o tres jornadas señaladas de cada año) ;
- un semanario aparece una vez cada semana ;
- un quincenal aparece una vez cada dos semanas ;
- un mensual aparece una vez cada mes ;
- un bimestral aparece una vez cada dos meses ;
- un trimestral aparece cada tres meses ;
- un cuatrimestral aparece cada cuatro meses ;
- un semestral aparece cada seis meses ;
- un anuario aparece una vez por año;
- un bienal aparece cada dos años.